# Setra S 417 HDH
Setra S 417 HDH — туристический автобус, выпускаемый немецкой компанией Setra с 2001 по 2013 год. Вытеснен с конвейера моделью Setra S517 HDH.

## История
Автобус Setra S 417 HDH впервые был представлен в 2001 году. В конце 2008 года в Коломне было представлено два автобуса Setra S 417 HDH, которые обслуживали маршрут «Москва—Рязань».
Как известно, директор Автоколонны 1417 Николай Николаевич Сиделёв решил по экономическим соображениям выпускать на линию автобусы повышенной комфортности. В любое время года пассажирам выдавали чай и кофе, а во время жары — прохладительные напитки. Дополнительно в салоне автобуса присутствуют мини-кухня с микроволновой печью и кофеваркой, Интернет и телевизор. Возле второй двери присутствует туалет. Под салоном присутствует гардероб. Повсюду появились гнёзда для подключения оборудования. Внизу передних кресел присутствует элегантная подставка для ног. Каждое кресло в салоне автобуса снабжено двумя подлокотниками.
В спинках кресел присутствуют сетчатые карманы для хранения мелких грузов. Также вмонтированы ЖК-панель и устройство для просмотра ТВ-программ.

## Эксплуатация
| Предприятие         | Серия                 | Количество |
| Люксембург          | Люксембург            | Люксембург |
| ------------------- | --------------------- | ---------- |
| Voyages Sales-Lentz | SL3389-SL3390, SL3407 | 3          |
| Voyages Emile Weber | 513                   | 1          |
| Нидерланды          |                       |            |
| Besseling Travel    | 96                    | 1          |